# Aurora Place
L'Aurora Place est un gratte-ciel de bureaux de 219 mètres de hauteur construit à Sydney en Australie en 2000. En excluant l'antenne la hauteur de l'immeuble est de 188 mètres.

## Description
C'est l'un des plus célèbres gratte-ciel de Sydney. Il a été acheté en janvier 2001 pour une somme de 485 millions de $.
Il a été en partie conçu par l'architecte italien Renzo Piano qui dans les années 1970 avait conçu le Centre Pompidou à Paris. Pour cet immeuble Renzo Piano a collaboré avec  Mark Carroll et Shunji Ishida. Les faces de l'immeuble ne sont pas parallèles et sont conçues pour correspondre spatialement avec l'Opéra de Sydney. La façade de l'immeuble dépasse légèrement la base atteignant sa largeur maximale aux étages supérieurs.
L'immeuble a reçu en 2002 une récompense prestigieuse en Australie, le 'Property Council of Australia Rider Hunt Award', décerné pour ses qualités techniques et financières.
Fin 2009 c'était l'un des dix plus hauts immeubles de Sydney.